# Сквер Подводников
Сквер Подводников — сквер в Калининском районе Санкт-Петербурга, существоваваший в 2006—2008 гг. недалеко от дома № 83 по Кондратьевскому проспекту, где располагается музей подводных сил России.

## Описание
Находился в глубине квартала, ограниченного проспектом Мечникова, Замшиной улицей, Бестужевской улицей и Кондратьевским проспектом.
Мемориальная часть парка была представлена памятным знаком к 100-летию подводных сил России и дубовой аллеей, состоящей из 20 деревьев. Каждое дерево посвящено памяти подводной лодки, затонувшей в мирное время. Они были высажены жителями квартала за несколько дней до церемонии.

## История
Торжественная церемония закладки сквера Моряков-подводников прошла в день городского субботника 14 октября 2006 года.
В церемонии открытия приняли участие:
- Музей Подводных сил России им. А. И. Маринеско,
- Муниципальный совет МО Пискарёвка,
- Жители квартала 43 Полюстрово.

Дополнительную известность скверу придали события 2008 года, когда на месте сквера была начата застройка ЗАО «Стройкомплекс XXI» домами для ФСБ России.
По словам В. И. Матвиенко, закладка сквера не была согласована с городскими властями, и строительство двух многоэтажных жилых домов на месте сквера было продолжено.